# Hanne Boel
Hanne Boel, född 31 augusti 1957 i Köpenhamn, är en dansk popsångerska. Sedan sin debut har hon släppt över tio album.

## Bakgrund
På 1980-talet tog hon examen och blev en kvalificerad musiklärare från Det Kongelige Danske Musikkonservatorium. Hon studerade även på Berklee College of Music  i Boston, Massachusetts, USA.
Mellan åren 1981 och 1986 var hon medlem i jazz/rock-bandet Blast. Samma år turnerade hon som doa-sångerska för Sanne Salomonsen och Kasper Winding. Hon släppte sitt första soloalbum Black Wolf 1988. 1994 uppträdde hon för påven Johannes Paulus II och nästan en halv miljon människor i Italien.
År 2000 gick hon samman med Martin Hall och släppte tillsammans med honom albumet Boel & Hall. 2001 deltog hon i firandet när Bob Dylan fyllde 60 år i The Grey Hall i Köpenhamn. Under 2002 återupptog samarbetet med producenten Poul Bruun och under oktober månad släpptes albumet Beware of the Dog. 2005 bestod av ett intensivt turnerande i främst  Danmark och Norge. Även under 2006 turnerade hon en hel del. Under 2006 flyttade hon till Neapel, Italien. Musikmässigt skrev och spelade hon in sånger för albumet Private Eye som sedan släpptes den 26 februari 2007.

## Diskografi
- 1987 – Shadow Of Love
- 1988 – Black Wolf
- 1990 – Dark Passion
- 1992 – My Kindred Spirit
- 1992 – Kinda Soul
- 1994 – Misty Paradise
- 1995 – Best of Hanne Boel (samlingsalbum)
- 1996 – Silent Violence
- 1998 – Need
- 1999 – Strangely Disturbed
- 2000 – Boel & Hall
- 2002 – Beware of the Dog
- 2004 – Abaco
- 2007 – Private Eye
- 2008 – A New Kinda Soul
- 2010 – I Think It's Going To Rain
- 2011 – The Shining Of Things